# Eugen Jebeleanu

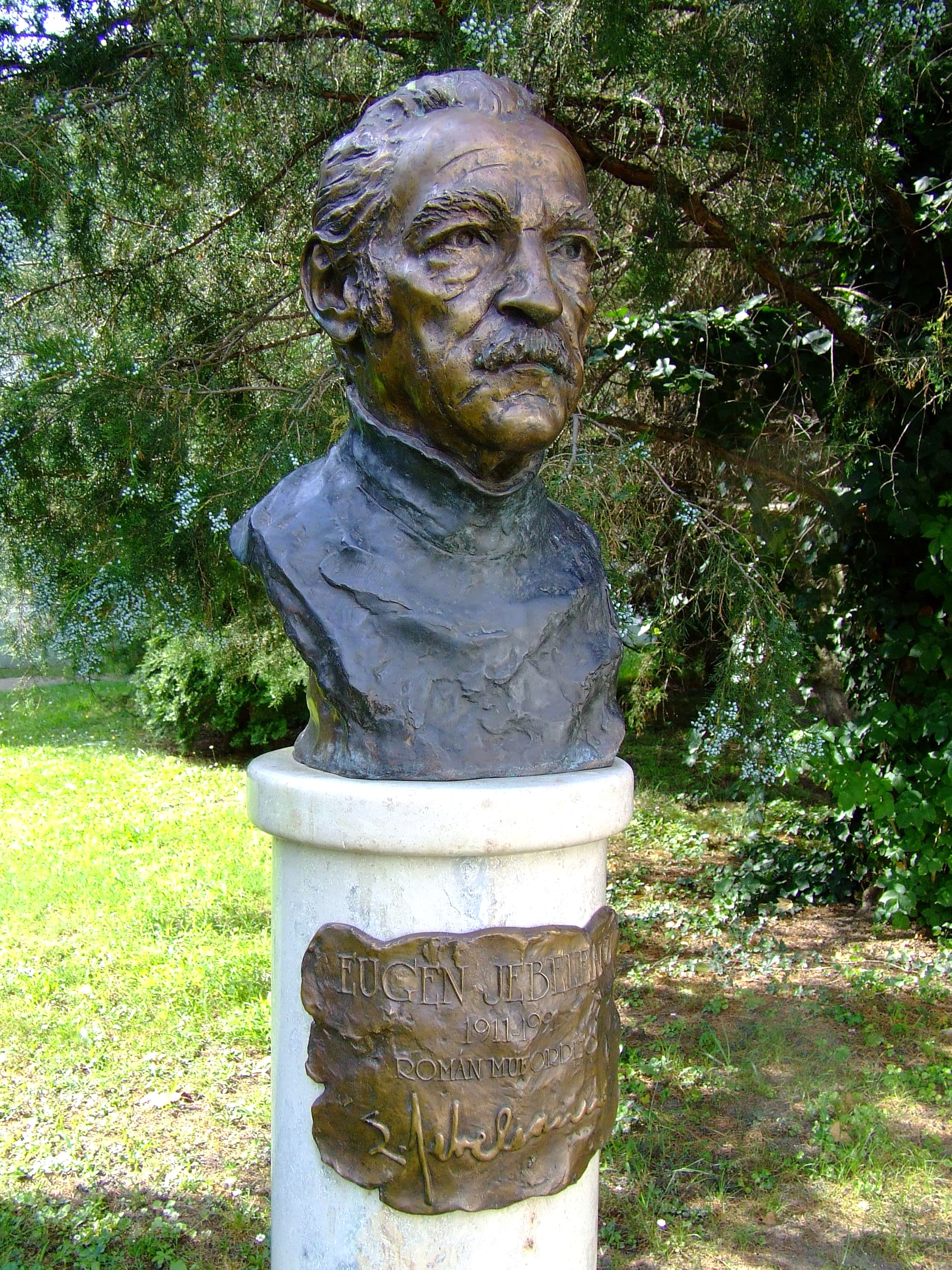
Popiersie Eugena Jebeleanu w Kiskőrös

Eugen Jebeleanu (ur. 24 kwietnia 1911 w Câmpinie, zm. 21 sierpnia 1991 w Bukareszcie) – rumuński poeta, tłumacz.
Absolwent liceum w Braszowie. Studiował prawo na Uniwersytecie w Bukareszcie.
Debiutował publikując pojedyncze wiersze w lokalnych czasopismach. Pierwszy tom wierszy, Schituri cu soare (Słoneczne klasztory), będący zbiorem utworów publikowanych w czasopismach, ukazał się w 1929 r.
W 1973 r. Jebeleanu otrzymał nagrodę im. Herdera.
Aktywnie pracował jako tłumacz. Przełożył na rumuński m.in. dzieła Petöfiego, Adyego, Hikmeta, Puszkina.
W przekładzie na język polski ukazał się wybór wierszy Jebeleanu, pt. Wiersze, w przekładzie Zbigniewa Szuperskiego, Kraków 1981.
Członek korespondent Akademii Rumuńskiej.